# 72-я бригада специальных операций
72-я бригада специальных операций (серб. 72. бригада за специјалне операције) — подразделение специального назначения в составе вооружённых сил Сербии. Бригада существовала в 1992—2006 годах в составе вооружённых сил Союзной Республики Югославии и вооружённых сил Сербии и Черногории как 72-я специальная бригада. Восстановлена в 2019 году в составе вооружённых сил Сербии. Подчиняется Генеральному штабу Вооружённых сил Сербии.
Бригада организована по модульному принципу и предназначена для выполнения специальных операций — диверсионных, контрдиверсионных, антиповстанческих и антитеррористических акций, разведка и сбор информации преимущественно на вражеской территории на тактической и оперативной глубине — на любой местности и в любых погодных и боевых условиях.

## История
В 1992 году в составе Вооружённых сил Союзной Республики Югославии была образована 72-я специальная бригада (серб. 72. специјална бригада), участвовавшая в югославских войнах в 1990-е годы. Бригада была награждена орденом Военного флага 16 июня 2000 года. В 2006 году в связи с организационными изменениями в вооружённых силах появившейся на карте мира Республики Сербия части 72-й специальной бригады и 63-й парашютной бригады были включены в состав Специальной бригады.
С 2006 по 2019 годы преемником бригады считался ранее находившийся в её составе разведывательно-диверсионный батальон «Грифоны», переведённый затем в состав Специальной бригады.
21 декабря 2019 года в соответствии с указом Президента Сербии Александра Вучича и распоряжением Генерального штаба Вооружённых сил Сербии бригада была восстановлена уже в виде 72-й бригады специальных операций, ставшей преемником и носителем традиций 72-й специальной бригады. Министр обороны Александр Вулин также сообщил, что вместе с 72-й бригадой будет снова сформирована 63-я парашютная бригада. 14 июня 2020 года бригаде было пожаловано воинское знамя с золотыми цифрами 72 и серебряным соколом с распростёртыми крыльями — точно такое же знамя было у бригады и до её расформирования в 2006 году.
Праздник 72-й бригады специальных операций отмечается 27 января.

## Структура
В состав 72-й бригады специальной операции входят:
- Батальон командования[3]
- Батальон специальных операций «Грифоны»[3]
  - 82-я речная рота подводных подрывных работ[3]
- Батальон специальных операций «Соколы»[3]
- Батальон обеспечения и поддержки специальных действий «Орлы»[3] (в процессе формирования)[6]
- Рота логистики[3]
- Взвод военной полиции[3]

## Цели и задачи
В задачи Специальной бригады входят:
- специальная разведка на оперативном и стратегическом уровнях;
- ведение напрямую боевых действий против вражеских вооружённых сил и военных объектов;
- борьба против терроризма;
- антиповстанческая борьба
- операции по освобождению заложников;
- поисково-спасательные операции.

## Командиры
- генерал-майор Милорад Ступар[серб.] (первый командир)[7]
- генерал-полковник Александр Живкович (ранее — начальник штаба этой же бригады)[8]
- полковник Милан «Легенда» Йолович[серб.][9]
- бригадный генерал Мирослав Талиян[3] (с 2019 года — момента восстановления бригады)[10]

### Известные военнослужащие
- бригадный генерал Желько Фурунджич (был командиром роты военной полиции 72-й специальной бригады, после её восстановления — начальник штаба и заместитель командира)[11]

## Подготовка и обучение

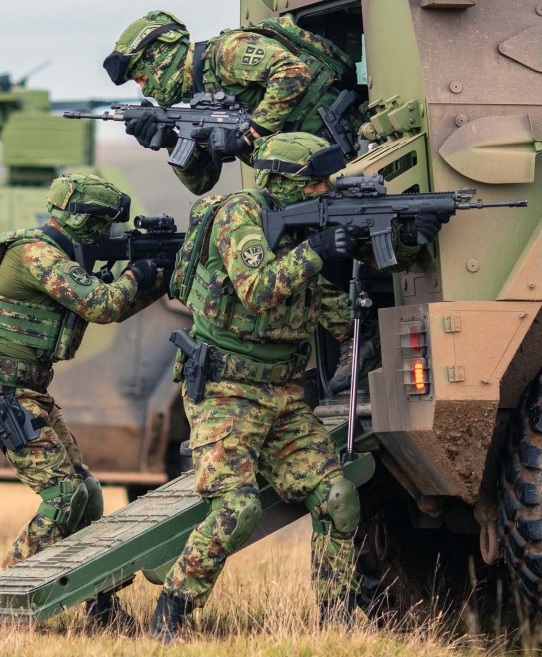
72-я бригада специальных операций на учениях «Садејство 2020»

Заявку на участие в отбор в состав бригады могут подать мужчины и женщины не старше 30 лет, причём наличие опыта службы в ВС Сербии не является обязательным для кандидата. Среди подающих заявки встречаются те, кто занимается боксом и кикбоксингом.
В 72-й бригаде проводится интенсивное обучение бойцов, состоящее из трёх этапов:
- Отборочная подготовка (серб. Селективна обука)[3]. Длится 10 недель (72 дня)[2], состоит из этапов отсеивания и этапов квалификации. Кандидаты, которые проходят успешно отборочную подготовку, принимаются в ряды бригады и распределяются по её подразделениям, приступая к начальной и передовой подготовке[3].
- Начальная специальная подготовка (серб. Основна специјалнистичка обука). Длится 6 месяцев, включает физическую и огневую подготовку, начальную подготовку снайпера, тактическую подготовку, тактическую подготовку специальных подразделений, топографию и ориентирование на местности, обучение управлениям средствами и системами огневой поддержки, обучение обращению с телекоммуниационным оборудованием и проведение тактических упражнений[3].
- Повышение квалификации (серб. Напредна обука). Длится 6 месяцев, включает дополнительное обучение в подразделениях 72-й бригады и учебных центрах Вооружённых сил Сербии[3].

Повышение квалификации осуществляется с помощью следующих форм обучения:
- Огневая подготовка (быстрая и точная стрельба, тактическое применение оружия);
- Обучение скалолазанию в летних и зимних условиях;
- Обучение обращению с холодным оружием;
- Обучение выживанию на природе в летних и зимних условиях;
- Продвинутая снайперская подготовка;
- Обучение преодолению водных препятствий;
- Обучение ходьбе на лыжах;
- Начальная подготовка парашютистов;
- Обучение разрушению объектов;
- Обучение изготовлению самодельных взрывных устройств.

Обучение военнослужащих бригады реализуется также с помощью дополнительных учебных курсов, проводимых в Сербии и за границей:
- Разведывательный курс для младших и старших офицеров;
- Курсы сотрудников военной полиции;
- Высшее обучение парашютистов;
- Курсы иностранных языков;
- Летние курсы скалолазания и спасательных мероприятий в горах;
- Зимние курсы скалолазания и спасательных мероприятий в горах, курсы ходьбы на лыжах;
- Курсы для речных диверсантов и лёгких дайверов;
- Подготовка инструкторов по выживанию;
- Подготовка инструкторов снайперов.

## Снаряжение

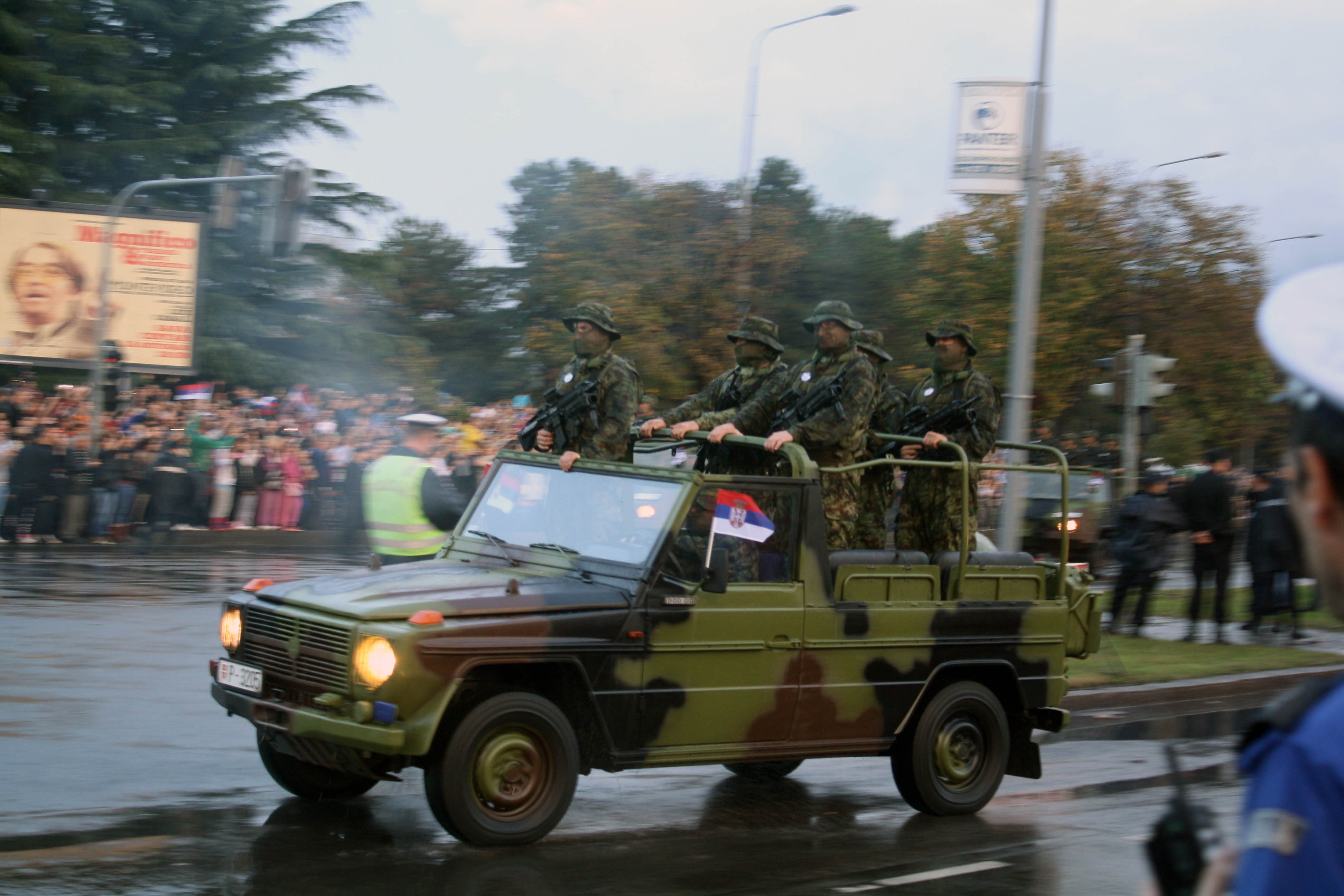
Автомобиль Mercedes Benz Puch G-Class

Из техники на вооружении бригады находятся бронированные автомобили BOV M16 Miloš, различные квадроциклы и дроны.